# Willem Cornelis Janse van Rensburg
Willem Cornelis Janse van Rensburg (ur. 16 maja 1818, zm. 13 sierpnia 1865) – transwalski polityk, prezydent Transwalu w latach 1863–1864.
Urodził się w mieście Beaufort West, jako syn Hendrika Janse van Rensburg i jego drugiej żony, Marthy Magdaleny Oosthuizen.
Wraz z grupą voortrekkerów wyruszył do Natalu i był jednym z nielicznych, którzy przeżyli atak Zulusów na Rensburg koppie (Rensburg hill). W roku 1838 poślubił Elizabeth Marię Jacobę Du Plessis, zaś w 1848 osiadł na farmie Rustenburg w Transwalu.
W roku 1850 wybrano go transwalskiego parlamentu, Volksraadu, w którym zasiadał do czerwca 1855. W tym okresie w kraju narastał konflikt pomiędzy twórcą transwalskiej konstytucji i pierwszym prezydentem kraju, Marthinusem Pretoriusem i głównodowodzącym armii Stephanusem Schoemanem, który konstytucję odrzucał. Van Rensburg wspierał w sporze Schoemana i reprezentował go w negocjacjach z frakcją Pretoriusa. W 1858, w związku z chorobą Schoemana, Van Rensburg był tymczasowym głównodowodzącym. Odegrał dużą rolę w scalaniu z Transwalem likwidowanej Republiki Lydenburga oraz wspierał wysiłki Pretoriusa na rzecz zjednoczenia Transwalu z Oranią. W lutym 1860 van Rensburg odrzucił parlamentarną propozycję objęcia obowiązków prezydenckich, spowodowaną nieobecnością prezydenta Pretoriusa.
W kwietniu 1863 roku powierzono mu urząd prezydencki, który zdobył po wygranych wyborach. Na jego wyraźne życzenie głosowanie przeprowadzono dwa razy. Van Rensburg zdobył w nim 1'106 głosów, zaś Pretorius 1'065. Został zaprzysiężony 23 października 1863. Pomimo tego faktu zwolennicy Pretoriusa wszczęli wojnę domową, którą zatrzymały powtórne wybory ze stycznia 1864, w których Pretorius odniósł zwycięstwo i został zaprzysiężony 9 maja 1864 roku.
Van Rensburg powrócił na swoją farmę w Rustenburgu, gdzie wkrótce zmarł.